# Comuna Dobrzyniewo Duże
Comuna Dobrzyniewo Duże este o comună (în poloneză: gmina) rurală în powiat Białystok, voievodatul Podlasia, Polonia.
Comuna acoperă o suprafață de 160,67 km² și are, potrivit datelor din anul 2006, o populație de 7.933.